# Паво (Джорджія)
Паво (англ. Pavo) — місто (англ. city) в США, в округах Томас і Брукс штату Джорджія. Населення — 622 особи (2020).

## Географія
Паво розташоване за координатами 30°57′34″ пн. ш. 83°44′22″ зх. д. / 30.95944° пн. ш. 83.73944° зх. д. (30.959370, -83.739334).  За даними Бюро перепису населення США в 2010 році місто мало площу 4,57 км², з яких 4,56 км² — суходіл та 0,01 км² — водойми.

## Демографія
Згідно з переписом 2010 року, у місті мешкало 627 осіб у 246 домогосподарствах у складі 177 родин. Густота населення становила 137 осіб/км².  Було 298 помешкань (65/км²).
Расовий склад населення:
| - 68,7 % — білих - 27,1 % — чорних або афроамериканців - 0,3 % — корінних американців - 1,9 % — осіб інших рас |

До двох чи більше рас належало 1,9 %. Частка іспаномовних становила 2,9 % від усіх жителів.
За віковим діапазоном населення розподілялося таким чином: 22,6 % — особи молодші 18 років, 61,9 % — особи у віці 18—64 років, 15,5 % — особи у віці 65 років та старші. Медіана віку мешканця становила 41,5 року. На 100 осіб жіночої статі у місті припадало 79,7 чоловіків;  на 100 жінок у віці від 18 років та старших — 76,4 чоловіків також старших 18 років.
Середній дохід на одне домашнє господарство  становив 43 336 доларів США (медіана — 32 500), а середній дохід на одну сім'ю — 57 712 долари (медіана — 40 750). За межею бідності перебувало 21,6 % осіб, у тому числі 23,8 % дітей у віці до 18 років та 13,7 % осіб у віці 65 років та старших.
Цивільне працевлаштоване населення становило 190 осіб. Основні галузі зайнятості: освіта, охорона здоров'я та соціальна допомога — 31,1 %, роздрібна торгівля — 17,4 %, виробництво — 16,3 %.